# Mount Bradford
Mount Bradford är ett berg i provinsen British Columbia i Kanada. Det ligger drygt två mil norr om samhället Kimberley i sydöstra delen av provinsen. Toppen på Mount Bradford ligger 2 609 meter över havet, och primärfaktorn är 504 meter. Berget fick sitt namn 1957 till minne av RCAF-soldaten Gerald Ward Bradford som dödades 11 juli 1943 under Andra världskriget.